# کرش‌لیتیکس
کرش‌لیتیکس (به انگلیسی: Crashlytics) یک شرکت نرم‌افزاری مستقر در بوستون، ماساچوست بود که در می ۲۰۱۱ توسط کارآفرینان وین چانگ و جف سیبرت تأسیس شد. کرش‌لیتیکس به جمع‌آوری، تجزیه و تحلیل و سازماندهی گزارش‌های خرابی برنامه کمک می‌کند.
محصول اصلی آن یک کیت توسعه نرم‌افزار برای گزارش خرابی، ثبت برنامه، بررسی آنلاین و تجزیه و تحلیل آماری گزارش‌های برنامه است. از آی‌اواس، اندروید و یونیتی پشتیبانی می‌کند.
در ژانویه ۲۰۱۳، توییتر کرش‌لیتیکس را به مبلغ بیش از ۱۰۰ میلیون دلار خریداری کرد. بیشتر این بسته به مدت چهار سال با پیش‌پرداخت ۳۸٫۲ میلیون دلار در سهام عادی توییتر در اختیار سهام قرار داشت.
در ژانویه ۲۰۱۷، گوگل اعلام کرد که قراردادی را برای خرید کرش‌لیتیکس و محصولات جدید آن از جمله فابریک و Answers امضا کرده‌است. این خرید با تبدیل شدن به بخشی از پلتفرم فایربیس و شناخته شده به عنوان فایربیس کرش‌لیتیکس، تلاش‌های موجود خود را در تلفن همراه تقویت می‌کند.

## تاریخ
وین چانگ و جف سیبرت کرش‌لیتیکس را در سال ۲۰۱۱ تأسیس کردند. این شرکت یک میلیون دلار از سرمایه‌گذاران ریسک‌پذیر فلای‌بریج کپیتال پارتنرز و سرمایه‌گذاری‌های پایه و همچنین سرمایه‌گذاران فرشته فردی جذب کرد. در آوریل ۲۰۱۲، کرش‌لیتیکس ۵ میلیون دلار اضافی جمع‌آوری کرد.
در مارس ۲۰۱۲، تحت فشار حریم خصوصی، اپل شروع به منسوخ کردن UDID کرد - شناسه منحصربه‌فردی که کاربر را به یک تلفن خاص متصل می‌کند. در پاسخ، تیم کرش‌لیتیکس، SecureUDID، یک جایگزین منبع باز برای UDID را ساخت و منتشر کرد.
در ژوئن ۲۰۱۲، کرش‌لیتیکس FireTower.app را خریداری کرد، ابزاری که برای تشخیص خطاهای جاوا اسکریپت در وب سایت‌ها استفاده می‌شود. این خرید برای کمک به گسترش کرش‌لیتیکس فراتر از برنامه‌های تلفن همراه و به وب تلفن همراه بود. FireTower.app یک شرکت مستقر در بوستون بود. شرایط خرید فاش نشده‌است، اما وین چانگ، یکی از بنیانگذاران کرش‌لیتیکس می‌گوید طرف مقابل «بسیار خوشحال است».
در ژانویه ۲۰۱۳، حدود یک سال پس از راه اندازی کرش‌لیتیکس، توییتر اعلام کرد که این شرکت را تصاحب کرده‌است. قیمت خرید بیش از ۱۰۰ میلیون دلار (در زمان عرضه اولیه توییتر حدود ۲۵۹ میلیون دلار ارزش داشت)، که بزرگ‌ترین خرید توییتر در آن زمان بود.
در ماه مه ۲۰۱۵، SourceDNA گزارشی منتشر کرد که کرش‌لیتیکس را از نظر پذیرش و استفاده توسط برنامه‌ها رتبه اول را نشان داد. داده‌ها همچنین نشان داد که کرش‌لیتیکس بیش از #۲–۶ ترکیب شده‌است.
در اوت ۲۰۱۶، مایتی‌سیگنال کرش‌لیتیکس را در ۴۲٪ از ۲۰۰ برنامه برتر، که شامل برنامه‌هایی مانند توییتر، اوبر، آمازون، اسپاتیفای، پینترست و بسیاری دیگر بود، نشان داد.
در ژانویه ۲۰۱۷، چهار سال پس از خرید توییتر، گوگل اعلام کرد که قراردادی را برای خرید کرش‌لیتیکس امضا کرده‌است.

## فابریک
در اکتبر ۲۰۱۴، کرش‌لیتیکس فابریک را معرفی کرد که قابلیتی را برای تجزیه و تحلیل برنامه‌های تلفن همراه، توزیع بتا، و هویت و احراز هویت کاربر گسترش می‌دهد. فابریک اولین معرفی یک پلتفرم SDK مدولار بود که به توسعه دهندگان این امکان را می‌داد تا ویژگی‌های مورد نیاز خود را انتخاب و انتخاب کنند و در عین حال سهولت نصب و سازگاری را در همه موارد تضمین کنند. با گره زدن بیشتر توزیع MoPub (تبلیغات تلفن همراه) و TwitterKit (ورود به سیستم با قابلیت نمایش توییتر و توییت) به فابریک/کرش‌لیتیکس، توییتر توانست از مزیت پذیرش گسترده کرش‌لیتیکس و ردپای دستگاه برای استفاده سریع از محصولات توسعه دهنده تلفن همراه خود استفاده کند. . به دلیل تصمیم به ساخت بر روی کرش‌لیتیکس، فابریک تنها ۸ ماه پس از راه‌اندازی به توزیع فعال در ۱ میلیارد دستگاه تلفن همراه رسید.
فابریک اپلیکیشن موبایل خود را در اوایل سال ۲۰۱۶ راه اندازی کرد.
تا پایان سال ۲۰۱۶، فابریک به بیش از ۲ میلیارد دستگاه فعال سرویس می‌داد و ۳۱۰ میلیارد جلسه برنامه در ماه را پردازش می‌کرد. از طریق کرش‌لیتیکس و سرویس تجزیه و تحلیل تلفن همراه آن (به نام Answers توسط کرش‌لیتیکس)، فابریک توسط مایتی‌سیگنال به عنوان پیاده‌سازی‌ترین راه حل گزارش خرابی و تجزیه و تحلیل تلفن همراه در بین ۲۰۰ برنامه برتر iOS در رتبه اول قرار گرفت.
در ژانویه ۲۰۱۷، گوگل کرش‌لیتیکس و فابریک را خریداری کرد.
در اکتبر ۲۰۱۹، تیم فابریک اعلام کرد که تمام ویژگی‌های فابریک از جمله کرش‌لیتیکس به فایربیس منتقل شده‌است و فابریک در ۳۱ مارس ۲۰۲۰ خاموش می‌شود.

## جدول زمانی
در اکتبر ۲۰۱۱، کرش‌لیتیکس یک میلیون دلار از فلای‌بریج کپیتال پارتنرز و سرمایه‌گذاری‌های پایه همراه با سرمایه گذاران فردی دیوید چانگ، لارس آلبرایت، جنیفر لوم، پیتر ورنائو، روی رودنشتاین، کریس شیهان، تای دانکو، جو کاروسو و دیگران جمع‌آوری کرد.
در آوریل ۲۰۱۲، کرش‌لیتیکس ۵ میلیون دلار دیگر از فلای‌بریج کپیتال پارتنرز و سرمایه‌گذاری‌های پایه جمع‌آوری کرد.
در ژوئن ۲۰۱۲، کرش‌لیتیکس FireTower.app را برای گسترش به وب تلفن همراه خریداری کرد.
در ژوئن ۲۰۱۲، کرش‌لیتیکس برنده جایزه نوآوری MITX از مبادله نوآوری و فناوری ماساچوست شد.
در ژانویه ۲۰۱۳، توییتر کرش‌لیتیکس را با قیمت بیش از ۱۰۰ میلیون دلار خریداری کرد (که بعداً در IPO توییتر به ارزش ۲۵۹٫۵ میلیون دلار رسید).
در فوریه ۲۰۱۳، کرش‌لیتیکس اعلام کرد که تمام ویژگی‌های اینترپرایس برای همه توسعه دهندگان رایگان است.
در مارس ۲۰۱۳، کرش‌لیتیکس برنده جایزه 50 on Fire شد.
در می ۲۰۱۳، کرش‌لیتیکس پشتیبانی از اندروید را اعلام کرد.
در فوریه ۲۰۱۴، کرش‌لیتیکس «بتا توسط کرش‌لیتیکس»، ابزار توزیع بتا برنامه تلفن همراه خود را اعلام کرد.
در اکتبر ۲۰۱۴، کرش‌لیتیکس فابریک را معرفی کرد، یک پلتفرم موبایل ماژولار برای ساخت برنامه‌ها.
در می ۲۰۱۵، یک سایت شخص ثالث، SourceDNA، کرش‌لیتیکس را در رتبه اول در عملکرد تلفن همراه قرار داد.
در می ۲۰۱۵، کرش‌لیتیکس اعلام کرد که پشتیبانی بومی (NDK) برای اندروید اعلام شد.
در اکتبر ۲۰۱۵، کرش‌لیتیکس پشتیبانی از یونیتی، محبوب‌ترین موتور بازی موبایل را اعلام کرد.
در دسامبر ۲۰۱۵، کرش‌لیتیکس پشتیبانی از tvOS اپل را اعلام کرد.
در اوت ۲۰۱۶، کرش‌لیتیکس رتبه ۱ را در بین ۲۰۰ برنامه برتر iOS توسط مایتی‌سیگنال کسب کرد.
در دسامبر ۲۰۱۶، Answers رتبه ۱ را از نظر SDK تجزیه و تحلیل تلفن همراه توسط مایت‌سیگنال کسب کرد.
در ژانویه ۲۰۱۷، کرش‌لیتیکس و فابریک توسط گوگل خریداری شدند.
در سپتامبر ۲۰۱۸، گوگل اعلام کرد که فابریک منسوخ خواهد شد و توسعه دهندگان باید از کرش‌لیتیکس از طریق فایربیس استفاده کنند.
در اکتبر ۲۰۱۹، گوگل اعلام کرد که فابریک در ۳۱ مارس ۲۰۲۰ منسوخ خواهد شد. کرش‌لیتیکس و سایر محصولات فابریک به عنوان بخشی از فایربیس ادامه خواهند داشت.

## مطالعه بیشتر
- بوستون گلوب
- TechCrunch
- قابل مشروب کردن
- TechCrunch
- ByteGenius
- بیزینس اینسایدر